# (7211) Xerxes
(7211) Xerxes (1240 T-1) – planetoida z grupy pasa głównego asteroid okrążająca Słońce w ciągu 4,69 lat w średniej odległości 2,8 j.a. Odkryta 25 marca 1971 roku.